# Saxifraga squarrosa
Saxifraga squarrosa là một loài thực vật có hoa trong họ Saxifragaceae. Loài này được Sieber miêu tả khoa học đầu tiên năm 1821.